# 东田纳西州立大学
东田纳西州立大学（英语：East Tennessee State University，简称：ETSU），也译作“田纳西州东部州立大学”，始创于1911年，是一所位于美国田纳西州约翰逊城的区域性公立综合性大学。截止至2017年5月，ETSU是田纳西州第四大规模的大学，且在学校本部約翰遜城临近的城镇金斯波特（Kingsport, Tennessee）和伊莉莎白顿（Elizabethton, Tennessee）皆设有分校区。
隶属于ETSU的“詹姆士·奎伦医学院”（James H. Quillen College of Medicine）在偏远地区医疗（Rural Medicine）和基础护理教学（Primary Care Education）两个领域遥遥领先于美国其他院校。同时，该大学的特色专业还有蓝草音乐（本科）、乡村音乐（本科）、阿巴拉契亚文化研究（本科）。ETSU也是全美唯一一所被认定有资质开设“讲故事”（Storytelling）专业并授予该专业毕业生硕士学位的大学。

## 沿革

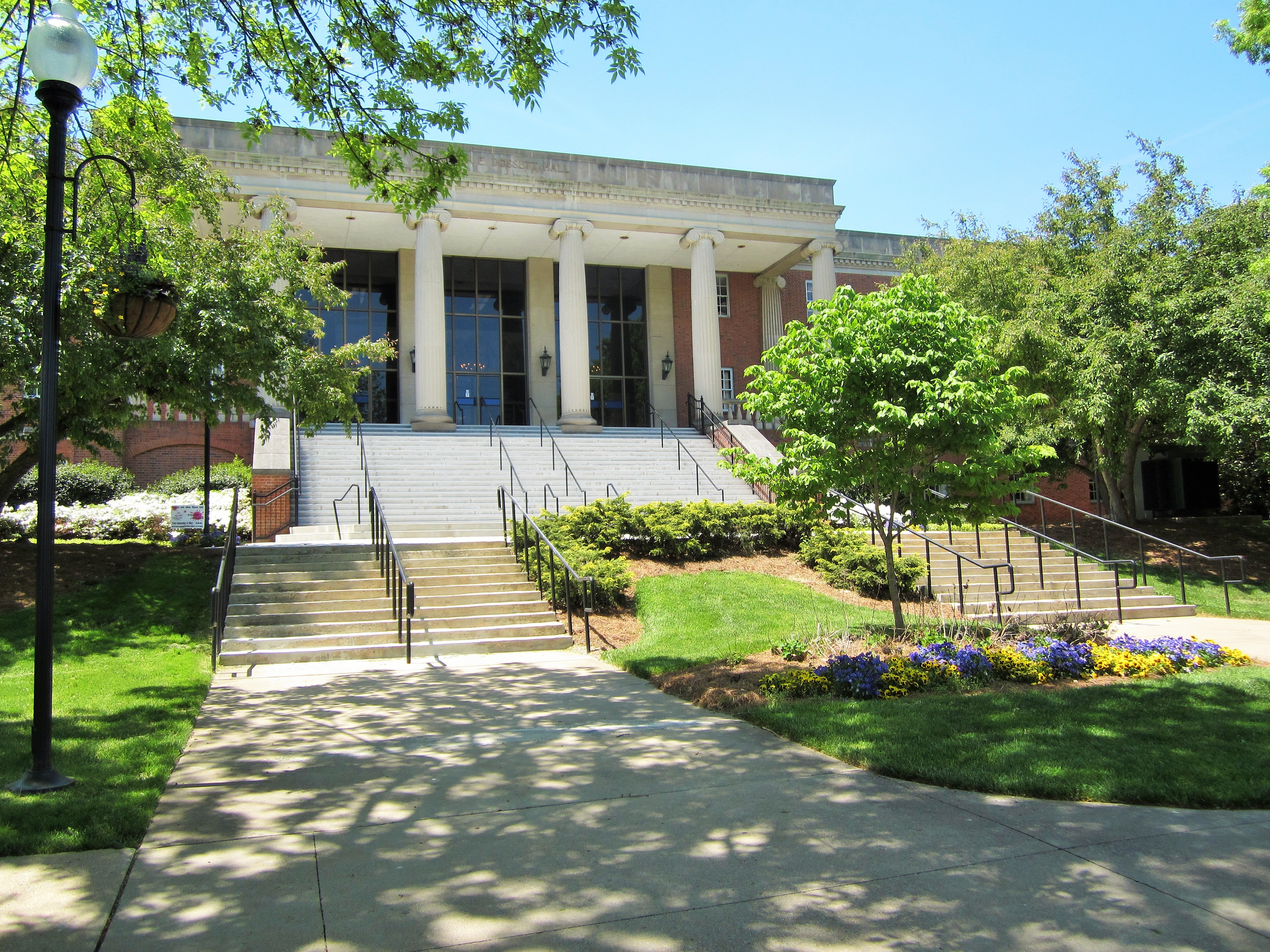
道瑟楼
Dossett Hall

东田纳西州立大学的前身是创办于1911年的东田纳西州立师范学校（East Tennessee State Normal School），目的是为了培训足够数量合格的教师。随之一同设立的还有一所十二年一贯制的附属学校，该附属学校至今仍在运营。1925年，东田纳西州立师范学校升级为学院，并且正式更名为东田纳西州立师范学院（East Tennessee State Teachers College）。在随后的两年里，东田纳西州立师范学院逐步得到了美国南方高校联盟（Southern Association of Colleges and Schools）的资质认证。 1930年，东田纳西州立师范学院再度改名，并在新名称中加入了校区所在地“约翰逊城”，此次更新后的校名为约翰逊城东田纳西州立师范学院（East Tennessee State Teacher's College, Johnson City）。1943年，该校在原有基础上增设了博雅教育的相关课程，并更名为东田纳西州立学院（East Tennessee State College）。1963年，学校正式更名为东田纳西州立大学（East Tennessee State University），并沿用至今。 1973年，学校正式将“谢尔贝琪”（Shelbridge），一座三层楼别墅，确立为每一位在任校长的官邸。
2005年，ETSU向外界宣布要开设药剂学院（College of Pharmacy），并很快得到了当地社区的支持，办学申请也随之得到了批准。2010年6月，在药剂学院招收的第一届学生正式毕业后，ETSU药剂学院得到了教育部门正式的资质认证。 
2009年下半年，田纳西高等教育委员会（Tennessee Higher Education Commission）以及田纳西督导委员会（Tennessee Board of Regents）联合授权ETSU开设“体育机理和性能”（Sports Physiology and Performance）的博士学位。ETSU也因此成为美国第一个开设此专业的大学，该专业于2010年正式开始授课。

### 历任校长
- 悉尼·G·戈尔比思（Sidney G. Gilbreath），1911-1925年
- 查尔斯·C·施罗德（Charles C. Sherrod），1925-1949年
- 波尔津·E·道瑟（Burgin E. Dossett, Sr.），1949-1968年
- D·P·寇普（D.P. Culp），1968-1977年
- 亚瑟·H·德罗斯尔（Arthur H. DeRosier, Jr.），1977-1980年
- 罗纳德·E·贝勒尔（Ronald E. Beller），1980-1991年
- 波尔特·C·巴赫（Bert C. Bach），1991-1992年（代理）
- 罗伊·S·尼克斯（Roy S. Nicks），1992-1996年
- 保罗·E·斯坦顿（Paul E. Stanton, Jr.），1997-2012年
- 布莱恩·诺兰（Brian Noland），2012-至今

## 院系
- 文理学院（College of Arts and Sciences）
- 商务与科技学院（College of Business and Technology）
- 临床诊断与康复学院（College of Clinical and Rehabilitative Health Sciences）
- 克莱默尔教育学院（Clemmer College of Education）
- 詹姆士·奎伦医学院（James H. Quillen College of Medicine）
- 护理学院（College of Nursing）
- 药剂学院（College of Pharmacy）
- 公共卫生学院（College of Public Health）
- 荣誉学院（Honors College）
- 成人学院（School of Continuing Studies）
- 研究生院（School of Graduate Studies）

### 荣誉学院
荣誉学院的设立宗旨是为成绩优异的学生提供额外的进修和实习机会以及一些福利待遇，从而达到鼓励所有在校生努力学习的目的。

## 校园景观
- 春日清晨的校园中心
- 秋日午后从医学院眺望本部
- 查尔斯·C·施罗德图书馆
- 学校健身房和户外跑道
- 布鲁克斯纪念楼
- 室内橄榄球场

## 知名校友
- 肯尼·切斯尼 - 乡村音乐排行榜冠军
- 史蒂芬·格里爾 - 外星智慧生命研究中心创始人
- 貝斯·庫珀 - 美国超级人瑞
- 達雷爾·卡斯特 - 美国政治家
- 瑞斯·戴維斯 - 威尔士职业高尔夫球选手
- 基思·詹宁斯 - 美国NBA球员

## 相关学校
- 孟菲斯大学（University of Memphis）
- 中田纳西州立大学（Middle Tennessee State University）
- 田纳西州立大学（Tennessee State University）

## 国际合作

### 加拿大
- 渥太华大学

### 西班牙
- 科尔多瓦大学

### 英国
- 哈德斯菲尔德大学

### 德国
- 罗斯托克大学

### 挪威
- 阿格德爾大學

### 中国
- 山东师范大学
- 北方工业大学

### 韩国
- 梨花女子大学
- 启明大学

### 日本
- 中央大学
- 关西外国语大学
- 神奈川大學
- 橫濱國立大學
- 龍谷大學